# Wólka Klonowska (Ostróda)
Wólka Klonowska (deutsch Georgenthal) ist ein kleiner Ort in der polnischen Woiwodschaft Ermland-Masuren und gehört zur Gmina Ostróda (Landgemeinde Osterode in Ostpreußen) im Powiat Ostródzki (Kreis Osterode in Ostpreußen).

## Geographische Lage
Wólka Klonowska liegt im Süden des Landschaftsschutzparks Kernsdorfer Höhen (polnisch Park Krajobrazowy Wzgórz Dylewskich) im Südwesten der Woiwodschaft Ermland-Masuren, 19 Kilometer südlich der Kreisstadt Ostróda (deutsch Osterode in Ostpreußen).

## Geschichte
1843 wurde der aus ein paar kleinen Gehöften bestehende Ort Georgenthal gegründet. 1874 wurde die Landgemeinde Georgenthal in den neu errichteten Amtsbezirk Marwalde (polnisch Marwałd) im Kreis Osterode in Ostpreußen aufgenommen und gehörte zu ihm bis 1945. 47 Einwohner zählte der Ort im Jahre 1910, im Jahre 1933 waren es noch 27 und 1939 nur noch 25.
Mit dem gesamten südlichen Ostpreußen wurde Georgenthal 1945 in Kriegsfolge an Polen überstellt. Der kleine Ort erhielt die polnische Namensform „Wólka Klonowska“ und ist heute „część wsi Wygoda“ = „ein Teil des Orts Wygoda“ (Ruhwalde) innerhalb des Verbunds der Gmina Ostróda (Landgemeinde Osterode in Ostpreußen) im Powiat Ostródzki (Kreis Osterode in Ostpreußen), bis 1998 der Woiwodschaft Olsztyn, seither der Woiwodschaft Ermland-Masuren zugehörig.

## Kirche
Bis 1945 war Georgenthal in die evangelische und mit der Kirche Marwalde vereinigte Kirche Döhlau (polnisch Dylewo) in der Kirchenprovinz Ostpreußen der Kirche der Altpreußischen Union, außerdem in die römisch-katholische Kirche Pronikau (polnisch Prątnica) eingepfarrt.
Heute gehört Wólka Klonowska katholischerseits nach Glaznoty (Marienfelde) im Erzbistum Ermland, evangelischerseits nach Ostróda in der Diözese Masuren der Evangelisch-Augsburgischen Kirche in Polen.

## Verkehr
Wólka Klonowska liegt an einer Nebenstraße, die Wygoda (Ruhwalde) mit Klonowo (Klonau) verbindet. Vom Nachbarort Glaznoty (Marienfelde) endet in Wólka Klonowska eine Nebenstraße. Eine Anbindung an den Bahnverkehr besteht nicht.